# 闘竜灘

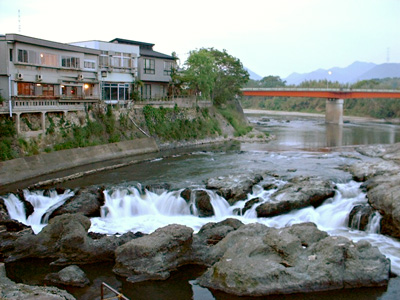
闘竜灘

闘竜灘（とうりゅうなだ）は、兵庫県加東市上滝野の加古川中流にある名勝。奇岩・怪岩が加古川の川底で起伏が連続し、岩に阻まれた川の流れは激流や滝を形成している。飛び鮎の名所としても知られる。

## 概要
「闘竜灘」の名は、幕末にこの地を訪れた漢詩人の梁川星巌が、岩場を縫って流れ落ちる激流を見て、2匹の巨竜の躍動をイメージして七言絶句に「白波雲の如く立ち水声夥し」と詠んだことに由来する。
加古川は、中国山地の栗鹿山に源流を持ち、118の支流を集め、東播磨を貫流し田畑を潤す水源となってきたが、舟運でも大きな役割を担ってきた。闘竜灘は、舟運の障害となるため、江戸時代までは上流と下流でそれぞれ一旦荷を下ろし、陸運後再び舟に積み替えて運搬した。このため、両岸の村は中継地として大いに栄えた。明治6年に、当時としてはまだ珍しかったダイナマイトによる岩盤の切削が行われ、船の通る水路が作られた。大正時代には鉄道が開通したことで、加古川の水運は次第に減退し、その後は景勝地として観光客を集めるようになった。毎年5月1日には日本一早く鮎漁が解禁される。
加古川市出身の力士・闘竜賢二の四股名と、海上自衛隊の潜水艦とうりゅうは、ともにこの闘竜灘にちなんだものである。
また、地元の酒蔵「神結酒造」の銘柄名ともなっている。

## アユの筧漁
アユの習性を利用した筧漁が行われている。筧に水を通すことで人口の滝を作り、遡上しようと筧を飛び上がるアユを仕掛けの底に落とし捕獲する漁で、闘竜灘の名物として初夏の風物にもなっている。

## 主な出来事
- 2022年7月3日 - 兵庫県防災ヘリコプターが増水により中州に取り残された7人を救出した[6]。

## 所在地
- 兵庫県加東市滝野町上滝野283[3][4]

## 交通アクセス

### 鉄道
- JR加古川線滝駅下車徒歩5分、または滝野駅徒歩15分[4]。

### 自家用車
- 中国自動車道「滝野社インターチェンジ」より5分。